# 夜のひと笑い
夜のひと笑い（よるのひとわらい）は、日本の大阪府出身の男女2人組YouTuber、インフルエンサー。

## 経歴
彼氏であるこうくんと彼女いちえによる2人組のカップルチャンネルであった。
その後に別れている。「キュンです」の生みの親。
2021年にHoneyWorksとのコラボ楽曲「ミライチズ」がTikTokを中心にSNSで話題となった。
2022年にトータルテンボスらが出演するYouTubeチャンネル「トータルテンボスSUSHI★BOYS」内で行われた「風呂上がりのアバター」「ウイダーインケチャップ」「絵の具歯磨き」などのドッキリのパクり疑惑で話題に。また、この件に関して、本人たちの謝罪は無い。
2024年11月23日に鬼越トマホークのYouTubeチャンネルにて、上記のトータルテンボスのネタパクり疑惑について触れ、時が経っても藤田憲右が怒りの感情を持っていることがレインボーのジャンボたかおの発言から分かった。

## メンバー
こうくん
2000年1月17日 -
大阪府出身。2021年11月26日に交通事故に遭い、パニック障害になったと明かした。なお、症状は当初「カメラの電源を入れるだけで発作が出るほどだった」と発言していたが、症状は改善しつつあるものの、今後しばらくは、動画投稿頻度を「1ヶ月に1本以上」を目標に活動を再開することになった。
いちえ
1999年10月27日 -
大阪府出身。ニコニコ笑顔でファンを魅了している。

## ディスコグラフィー
- 2021年 - ミライチズ
- 2021年 - ワライカタ
- 2022年 - 別れ